# Observatorio de la Universidad de Estambul
El Observatorio de la Universidad de Estambul (en idioma turco : İstanbul Üniversitesi Gözlemevi) es un observatorio terrestre astronómico operado por el Departamento de Astronomía y Ciencias del Espacio, Facultad de Ciencias, de la Universidad de Estambul. Fundado en 1936, el observatorio se encuentra junto a la histórica Torre de Beyazıt, el campus principal de la universidad, en la plaza de Beyazit, en el distrito de Fatih de Estambul, Turquía.

## Historia

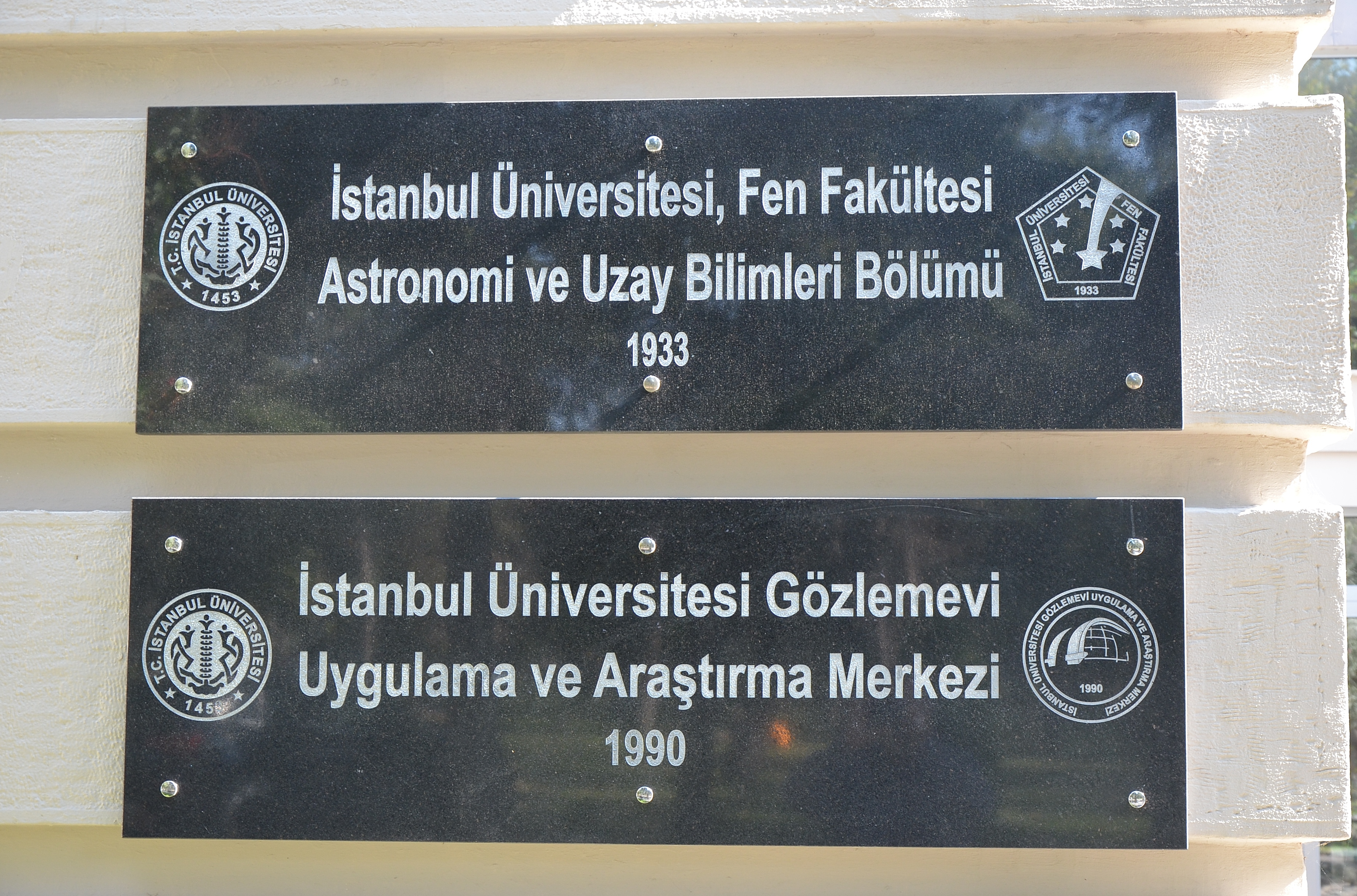
Placas de conmemoración del Observatorio de la Universidad de Estambul. (1933 -1990).

Poco después de la fundación de la Facultad de Ciencias de la Universidad de Estambul en 1933, el astrónomo alemán Erwin Finlay-Freundlich fue invitado a dirigir el Departamento de Astronomía. Él sugirió la creación de un observatorio. El edificio del observatorio con cúpula fue diseñado por el arquitecto Arif Hikmet Holtay. Su destrucción ocurrió en diciembre de 1935, y la re construcción, realizada por Ekrem Hakkı Ayverdi, fue concluida al cabo de seis meses, encontrándose listo para su uso en el verano de 1936. En el techo del edificio hay 2 domos giratorios redondos.
El instrumento principal del observatorio, un astrógrafo se ordenó que fuera realizado por Carl Zeiss en Alemania el 11 de diciembre de 1935. El instrumento consiste de compuestos refractores y que se utiliza en las observaciones solares, llegó a Estambul desmantelado en doce partes el 25 de septiembre de 1936 y fue instalado en la cúpula del observatorio. La instalación inició sus observaciones en el otoño de 1936. Está considerado el primer observatorio moderno de Turquía.
La contaminación atmosférica y luminosa en el centro de Estambul, donde se encuentra instalado el observatorio, hace imposible realizar observaciones nocturnas. Para llevar a cabo estudios de cielo nocturno, el departamento inició un proyecto para establecer un observatorio de la Universidad Onsekiz Mart de Çanakkale, que se realizó en 2002.
El observatorio se abre durante el año escolar para visitas académicas, con un conjunto de programas para las demás instituciones de enseñanza interesadas. Los programas pueden ser tanto diurnos como nocturnos, además de los programas de introducción, que presentan informaciones astronómicas populares y seminarios.

## Instrumentos
Actualmente, el observatorio consta de los siguientes telescopios e instrumentos:
astrógrafo
- Diámetro: 30 cm (12 in)
- Relación focal: f / 5
- Distancia focal: 150 cm (59 in)
- Tamaño máximo de la placa fotográfica en el plano focal: 24 cm × 24 cm (9 4 in × 9 4 in)

telescopio fotosfera
- Diámetro: 13 cm (5 1 in)
- Relación focal: f / 15
- Distancia focal: 200 cm (79 in)

Se utiliza para la observación de las manchas solares y las zonas de playas.
telescopio cromosfera
- Diámetro: 12 cm (4 7 in)
- Relación focal: f / 19
- Distancia focal: 232 cm (91 in)

Se utiliza para la observación de la estructura y los fenómenos interesantes de la cromosfera dom soportado con un monocromador (filtro M de Lyot-alfa) y una cámara (Canon F-1) colocado en el plano focal.
Telescopio piloto
- Diámetro: 7 cm (2 8 in)
- Relación focal: f / 13
- Distancia focal: 90 cm (35 in)
- Reloj de cuarzo para monitorear el mecanismo de los telescopios.
- MEADE LX200 12 "(D = 30 cm, F = 3 m)
- Cámara CCD

## Directores del observatorio
- 1990 - 1991 - Kamuran Avcoglu
- 1991 - 1997 - Dursun Kocer
- 1997 - 2007 - M. Turker Ozkan
- desde 2007 - H. Huseyin Mentese

## Grupos de trabajo
El centro realiza investigaciones sobre astronomía observacional; hace observaciones de estrellas, soles, satélites, asteroides, cometas, meteoritos, eclipses y evalúa los datos de observación. Practica el intercambio de datos con los 200 centros de datos observacionales del mundo desde 1939. Toma y evalúa datos de satélites artificiales enviados por organizaciones como la NASA y la ESA para realizar observaciones desde fuera de la atmósfera. Investiga y publica utilizando los datos obtenidos en el extranjero u obtenidos del Observatorio de la Universidad de Estambul y escribiendo los programas informáticos necesarios.
- Estrellas variables
- Fotometría multicolor y estructura galáctica
- El sol
- Cosmología
- Ambiente de estrellas
- Astrofísica de alta energía